# Python Imaging Library
Python Imaging Library (PIL) – rozszerzenie (biblioteka programistyczna) dla Pythona, które dodaje obsługę grafiki np. otwieranie, modyfikowanie, zapisywanie plików graficznych.

## Możliwości Python Imaging Library
- Obrót zdjęcia
- Proste rysowanie, linie, koła, łuki – za pomocą współrzędnych
- Nakładanie filtrów – rozmycie, wyostrzania itp.
- Obsługa wielu fontów
- Wklejanie, kopiowanie plików graficznych